# Folketingsvalget 1926
Folketingsvalget den 2. december 1926. Ved dette valg kom Retsforbundet for første gang i Folketinget.
| Partier                      | Partiformand            | Stemmer                                  | Pct. af stemmetal                        | Mandater                                 | +/-                                      |                                          |
| ---------------------------- | ----------------------- | ---------------------------------------- | ---------------------------------------- | ---------------------------------------- | ---------------------------------------- | ---------------------------------------- |
| Socialdemokratiet            | Thorvald Stauning       | 497.106                                  | 37,16%                                   | 53                                       | -2                                       |                                          |
| Venstre                      | Niels Neergaard         | 378.137                                  | 28,27%                                   | 46                                       | +2                                       |                                          |
| Det Konservative Folkeparti  | Emil Piper              | 275.793                                  | 20,62%                                   | 30                                       | +2                                       |                                          |
| Det Radikale Venstre         | Carl Th. Zahle          | 150.931                                  | 11,28%                                   | 16                                       | -4                                       |                                          |
| Retsforbundet                | Axel Dam                | 17.463                                   | 1,31%                                    | 2                                        | +2                                       |                                          |
| Slesvigsk Parti              | Johannes Schmidt-Wodder | 10.422                                   | 0,78%                                    | 1                                        | -                                        |                                          |
| Danmarks Kommunistiske Parti | Ernst Christiansen      | 5.678                                    | 0,42%                                    | 0                                        | -                                        |                                          |
| Selvstyrepartiet             | Cornelius Petersen      | 2.117                                    | 0,16%                                    | 0                                        | Nyt Parti                                |                                          |
| Valgdeltagelse               | Valgdeltagelse          | 76,76%                                   | 76,76%                                   | 76,76%                                   | 76,76%                                   | 76,76%                                   |
| Kilde                        | Kilde                   | Hvem Hvad Hvor 1936 Danmarkshistorien.dk | Hvem Hvad Hvor 1936 Danmarkshistorien.dk | Hvem Hvad Hvor 1936 Danmarkshistorien.dk | Hvem Hvad Hvor 1936 Danmarkshistorien.dk | Hvem Hvad Hvor 1936 Danmarkshistorien.dk |

(+/-) – Forskellen af antal pladser i Folketinget i forhold til fordelingen ved forrige valg.